# Liste des présidents du Timor oriental
Pour un article plus général, voir Président de la république démocratique du Timor oriental.
Cet article dresse la liste des présidents de la république démocratique du Timor oriental. Le poste est créé une première fois le 28 novembre 1975, avec la déclaration unilatérale d'indépendance du pays alors colonie portugaise. Neuf jours plus tard, l'Indonésie envahie le pays et commence alors une période d'occupation indonésienne jusqu'à l'indépendance définitive du pays en 2002. De 1975 à 1978, Francisco Xavier do Amaral puis Nicolau dos Reis Lobato exerce la fonction.
La promulgation de la Constitution de 2002 et l'investiture de Xanana Gusmão, le 20 mai 2002, marque l'indépendance effective du Timor oriental en tant qu'État souverain. L'actuelle titulaire est José Ramos-Horta (CNRT), depuis le 20 mai 2020.

## Liste des titulaires
| N°                                          | Portrait                                    | Titulaire (Naissance-mort)                  | Élection                                    | Mandat                                      | Mandat                                      | Mandat                                      | Parti politique                             | Parti politique                             |
| N°                                          | Portrait                                    | Titulaire (Naissance-mort)                  | Élection                                    | Début                                       | Fin                                         | Durée                                       | Parti politique                             | Parti politique                             |
| Présidents pendant la guerre d'indépendance | Présidents pendant la guerre d'indépendance | Présidents pendant la guerre d'indépendance | Présidents pendant la guerre d'indépendance | Présidents pendant la guerre d'indépendance | Présidents pendant la guerre d'indépendance | Présidents pendant la guerre d'indépendance | Présidents pendant la guerre d'indépendance | Présidents pendant la guerre d'indépendance |
| ------------------------------------------- | ------------------------------------------- | ------------------------------------------- | ------------------------------------------- | ------------------------------------------- | ------------------------------------------- | ------------------------------------------- | ------------------------------------------- | ------------------------------------------- |
| 1                                           | Francisco Xavier do Amaral                  | Francisco Xavier do Amaral (1937-2012)      | —                                           | 28 novembre 1975                            | 7 décembre 1975                             | 9 jours                                     |                                             | Fretilin                                    |
| 2                                           | Nicolau dos Reis Lobato                     | Nicolau dos Reis Lobato (1946-1978)         | —                                           | 7 décembre 1975                             | 31 décembre 1978                            | 3 ans et 24 jours                           |                                             | Fretilin                                    |
| Présidents sous la Constitution de 2002     |                                             |                                             |                                             |                                             |                                             |                                             |                                             |                                             |
| 3                                           | Xanana Gusmão                               | Xanana Gusmão (né en 1946)                  | 2002                                        | 20 mai 2002                                 | 20 mai 2007                                 | 5 ans                                       |                                             | Indépendant                                 |
| 4                                           | José Ramos-Horta                            | José Ramos-Horta (né en 1949)               | 2007                                        | 20 mai 2007                                 | 11 février 2008                             | 8 mois et 22 jours                          |                                             | Indépendant                                 |
| —                                           | Vicente Guterres                            | Vicente Guterres (né en 1956)               | Intérim                                     | 11 février 2008                             | 13 février 2008                             | 2 jours                                     |                                             | CNRT                                        |
| —                                           | Fernando de Araújo                          | Fernando de Araújo (né en 1963)             | Intérim                                     | 13 février 2008                             | 17 avril 2008                               | 2 mois et 4 jours                           |                                             | PD                                          |
| (4)                                         | José Ramos-Horta                            | José Ramos-Horta (né en 1949)               | —                                           | 17 avril 2008                               | 20 mai 2012                                 | 4 ans, 1 mois et 3 jours                    |                                             | Indépendant                                 |
| 5                                           | Taur Matan Ruak                             | Taur Matan Ruak (né en 1956)                | 2012                                        | 20 mai 2012                                 | 20 mai 2017                                 | 5 ans                                       |                                             | Indépendant                                 |
| 6                                           | Francisco Guterres                          | Francisco Guterres (né en 1954)             | 2017                                        | 20 mai 2017                                 | 20 mai 2022                                 | 5 ans                                       |                                             | Fretilin                                    |
| 7                                           | José Ramos-Horta                            | José Ramos-Horta (né en 1949)               | 2022                                        | 20 mai 2022                                 | en cours                                    | 3 ans, 1 mois et 12 jours                   |                                             | CNRT                                        |